# David Benyamine
David Benyamine (né le 5 juillet 1972 à Paris, France) est un joueur de poker professionnel.

## Biographie
Au début de sa carrière, David fut un joueur de tennis professionnel mais, à cause d'une blessure au dos, il a dû mettre un terme à sa carrière. Il a aussi été un joueur de billard talentueux.
Il apprit le poker à l'âge de 12 ans, initié par des membres de sa famille. Il pousse les portes de l'Aviation Club de France et commence à jouer en Cash Game à 26 ans. David est depuis un joueur régulier de High Stakes (partie de cash game de hautes limites), qui participe aux gros tournoi du circuit professionnel.
David Benyamine vit entre le sud de la France et Las Vegas, où il possède une maison. Il a une fille, et a été en couple avec Erica Schoenberg.

## Parcours
David Benyamine a joué cinq tables finales du World Poker Tour (WPT) :
- 2010 Five Star World Poker Classic VIII - 4e place (329 228 USD)[2].
- 2008 Bellagio Cup IV - 2e place (840 295 USD)[3]
- 2005 L.A. Battle of Champions II - 1re place (25 000 USD)[4]
- 2004 L.A. Poker Classic (saison 2) - 6e place (132 355 USD)[5]
- 2003 Grand Prix de Paris (saison 2) - 1re place (357 200 €)[6]

Il remporte en 2008 son premier bracelet WSOP lors de l'Event 37 à 10 000 USD en Omaha Hi-Lo World Championship. Il devient donc le sixième Français à remporter un titre de champion du monde lors des WSOP après Gilbert Gross (2500 USD Pot Limit Omaha en 1988), Claude Cohen (1500 USD Limit Omaha en 1997) et 10 ans après Patrick Bruel (5000 USD Limit Hold'em en 1998)
Lors de l'EPT de Londres en octobre 2008, il atteint pour la première fois les places payées, il terminera douzième.
Durant toute sa carrière, David Benyamine a cumulé 8 210 744 $ de gains en tournoi, ce qui fait de lui le sixième français ayant gagné le plus de gains, derrière Jean-Noël Thorel, Bertrand Grospellier, Benjamin Pollak, Antoine Saout et Rui Cao.
Ces gains ne prennent pas en compte les résultats de David en cash game. Celui-ci était en effet un habitué des parties de High Stakes, notamment sur Full Tilt Poker, site de poker en ligne fermé en 2011, chez qui il était sponsorisé et où il jouait sous son propre nom et sous le pseudonyme Magicpitch. Sa variante préférée était le Pot-Limit Omaha. 
Entre 2007 et 2010, il est apparu dans plusieurs émissions américaines de poker, comme High Stakes Poker et Poker After Dark (en).

## Historique des gains en tournoi
- Octobre 2021 : 3e 52nd WSOP - $25,000 H.O.R.S.E - Las Vegas 236 626 $
- Juillet 2013 : 4e WSOP - $50,000 POKER PLAYERS CHAMPIONSHIP - Las Vegas 497 122 $
- Juin 2011 : 5e WSOP - Seven Card Stud Hi/Lo Championship - Las Vegas 96 836 $
- Janvier 2011 : 3e Aussie Millions - Melbourne : 1 087 924 $ (au Super High Roller) et 6e au A$ 100,000 No Limit Hold'em : 148 353 $
- Janvier 2011 : 6e PokerStars Caribbean Adventure - Paradise Island 72 555 $
- Juillet 2009 : 102e WSOP - Main Event No Limit Holdem - Las Vegas 40 288 $
- Octobre 2008 : 12e  EPT - No Limit Holdem - Londres 65 720 $ et 8e du High Roller Event Doyle Brunson Classic - Londres 126 346 $
- Juillet 2008 : 2e  WPT - No Limit Holdem - Bellagio 840 295 $
- Juin 2008 : 1er  WSOP - Omaha Hi / Lo - Las Vegas  535 687 $
- Juin 2007 : 6e  WSOP - Omaha Hi / Lo - Las Vegas  29 700 $
- Mai 2006 : 13e  WSOP - No Limit Holdem - Las Vegas 23 575 $
- Août 2005 : 1er  WPT - No Limit Holdem - Los Angeles 25 000 $
- Novembre 2004 : 6e  Master Classics of Poker - No Limit Holdem - Amsterdam 14 300 $
- Février 2004 : 6e  WPT Championship - No Limit Holdem - Los Angeles 132 300 $
- Décembre 2003 : 3e  Bellagio - Seven Card Stud Hi / Lo - Las Vegas  20 600 $
- Juillet 2003 : 1er  WPT Gand Prix de Paris - No Limit Holdem - Paris 410 880 $
- Juin 2002 : 3e  Bellagio - Limit Hold'em - Las Vegas 26 100 $
- Février 2002 : 1er  Euro Finals of Poker - No Limit Holdem - Paris 29 400 $
- Février 2002 : 2e  Euro Finals of Poker - Omaha - Paris 24 300 $
- Février 2001 : 2e  European Poker Championships- No Limit Holdem - Paris 66 600 $
- Septembre 2000 : 1er  Autumn Tournament- No Limit Hold em - Paris 48 900 $
- Mars 2000 : 1er  Euro Finals of Poker - Pot Limit hold'em - Paris  34 000 $